# Tymień (województwo zachodniopomorskie)
Tymień (do 1945 niem. Timmenhagen) – wieś w Polsce, położona w województwie zachodniopomorskim, w powiecie koszalińskim, w gminie Będzino, przy drodze krajowej nr 11 oraz przy jednotorowej linii kolejowej Kołobrzeg - Koszalin (linia kolejowa nr 402)..
| SIMC    | Nazwa             | Rodzaj |
| ------- | ----------------- | ------ |
| 0302652 | Łasin Koszaliński | osada  |
| 0302675 | Wiciąże Pierwsze  | osada  |

W latach 1975–1998 wieś położona była w województwie koszalińskim.
Wieś położona jest  Znajdują się tu szkoła podstawowa i gimnazjum samorządowe (Zespół Szkół im. kard. Ignacego Jeża), punkt przedszkolny, dwa przystanki PKS oraz przystanek PKP Tymień. Przeważająca część zabudowań wsi to bloki z lat 70. XX w., położone na wzgórzu po południowej stronie miejscowości.
Do 1945 wieś nosiła nazwę Timmenhagen. W XIX w. Tymień należał do właścicieli Łasina Koszalińskiego, rodzin von Arnim i von Wedel.
Na terenie dawnego PGR-u znajduje się Park Wiatrowy Tymień, jedna z największych w Polsce elektrowni wiatrowych, w której pracuje 25 turbin umieszczonych na kolumnach o wysokości 100 metrów i rozpiętości łopat ponad 60 m. Jej moc może wynieść przy odpowiednim wietrze do 50 MW (wystarczy to dla ok. 20 tys. gospodarstw domowych). Prąd z elektrowni kupuje Zakład Energetyczny Koszalin. Elektrownia została wybudowana przez polsko-amerykańską spółkę EEZ.